# Heteropterys dumetorum
La Heteropterys dumetorum,   enredadera de la mariposa es una especie botánica de planta trepadora, endémica de Argentina, Brasil, Paraguay, Uruguay

## Descripción
Es un arbusto trepador, y su hábitat natural son los bordes de los ríos.

## Taxonomía
Heteropterys dumetorum fue descrito por (Griseb.) Nied. y publicado en Das Pflanzenreich 141(Heft 93): 336. 1928. Missouri Botanical Garden</ref>
Sinonimia
- Banisteria dumetorum C.V.Morton
- Heteropterys paraguariensis Nied.
- Heteropterys praecox Nied.
- Mascagnia dumetorum Griseb.[2]